# Far North, estremo Nord
Far North, estremo Nord è un film del 1988, diretto da Sam Shepard.

## Trama
Kate è una ragazza che ha vissuto per tanti anni a New York fino a quando il padre ferito da una caduta da cavallo, la richiama alla sua terra natale, nei boschi dell'estremo nord statunitense. Qui la ragazza torna alle origini, cogliendo l'occasione di riflettere sulla sua vita e sui rapporti coi suoi famigliari. Con il papà in particolare, un uomo burbero ma capace di momenti di tenerezza, ha un rapporto contrastante. Il papà le ordina di abbattere l’animale che ha causato l'incidente. Da qui lo spunto per soffermarsi sulle dinamiche interiori, e del rapporto tra l'ambiente e la famiglia.